# Leichtathletik-Weltmeisterschaften 2019/Teilnehmer (Südkorea)
| Gelbes Symbol für Goldmedaillen mit stilisierten Olympischen Ringen | Graues Symbol für Silbermedaillen mit stilisierten Olympischen Ringen | Braundes Symbol für Bronzemedaillen mit stilisierten Olympischen Ringen |
| ------------------------------------------------------------------- | --------------------------------------------------------------------- | ----------------------------------------------------------------------- |
| —                                                                   | —                                                                     | —                                                                       |

Der Leichtathletikverband von Südkorea nahm an den Leichtathletik-Weltmeisterschaften 2019 in Doha teil. Vier Athleten wurden vom südkoreanischen Verband nominiert.

## Ergebnisse

### Männer

#### Laufdisziplinen
| Athlet            | Disziplin   | Qualifikation | Qualifikation | Vorlauf | Vorlauf | Halbfinale | Halbfinale | Finale    | Finale |
| Athlet            | Disziplin   | Zeit          | Platz         | Zeit    | Platz   | Zeit       | Platz      | Zeit      | Platz  |
| ----------------- | ----------- | ------------- | ------------- | ------- | ------- | ---------- | ---------- | --------- | ------ |
| Kim Kuk-young     | 100 m       | 10,32 s       | 2             | 10,32 s | 32      | DNQ        | DNQ        | –         | –      |
| Choe Byeong-kwang | 20 km Gehen |               |               |         |         |            |            | 1:33:10 h | 21     |
| Kim Hyun-sub      | 20 km Gehen |               |               |         |         |            |            | 1:42:13 h | 37     |

#### Sprung/Wurf
| Athlet      | Disziplin      | Qualifikation | Qualifikation | Finale     | Finale |
| Athlet      | Disziplin      | Weite/Höhe    | Platz         | Weite/Höhe | Platz  |
| ----------- | -------------- | ------------- | ------------- | ---------- | ------ |
| Jin Min-sub | Stabhochsprung | 5,45 m        | 25            | DNQ        | DNQ    |